# Special Olympics Slowakei
Special Olympics Slowakei (englisch: Special Olympics Slovakia) ist der slowakische Verband von Special Olympics International. Sein Ziel ist die Förderung von Sport für Menschen mit geistiger Beeinträchtigung und die Sensibilisierung der Gesellschaft für diese Mitmenschen. Außerdem betreut er die slowakischen Athletinnen und Athleten bei den Special Olympics Wettkämpfen.

## Geschichte
Special Olympics Slowakei wurde 1993 mit Sitz in Bratislava gegründet.

## Aktivitäten
2019 waren 4786 Athletinnen, Athleten und Unified Partner sowie 425 Trainer bei Special Olympics Slowakei registriert.
Der Verband nahm 2021 an den Programmen Athlete Leadership, Young Athletes und Motor Activities Training Program (MATP) teil, die von Special Olympics International ins Leben gerufen worden waren.

### Sportarten
Folgende Sportarten wurden 2021 vom Verband angeboten:
- Boccia (Special Olympics)
- Eiskunstlauf (Special Olympics)
- Fußball (Special Olympics)
- Leichtathletik (Special Olympics)
- Radsport (Special Olympics)
- Reiten (Special Olympics)
- Rhythmische Sportgymnastik (Special Olympics)
- Shorttrack (Special Olympics)
- Schneeschuhlaufen (Special Olympics)
- Ski Alpin (Special Olympics)
- Skilanglauf (Special Olympics)
- Schwimmen (Special Olympics)
- Snowboard (Special Olympics)
- Tanzen (Special Olympics)
- Tennis (Special Olympics)
- Tischtennis (Special Olympics)
- Turnen (Special Olympics)
- Volleyball (Special Olympics)

### Teilnahme an Weltspielen vor 2020
(Quelle:)
• 2007 Special Olympics World Summer Games, Shanghai, China (25 Athletinnen und Athleten)
• 2009 Special Olympics World Winter Games, Boise, USA (11 Athletinnen und Athleten)
• 2011 Special Olympics World Summer Games, Athen (32 Athletinnen und Athleten)
• 2013 Special Olympics World Winter Games, PyeongChang, Südkorea (14 Athletinnen und Athleten)
• 2015 Special Olympics World Summer Games, Los Angeles, USA (20 Athletinnen und Athleten)
• 2017 Special Olympics World Winter Games, Graz-Schladming-Ramsau, Österreich (16 Athletinnen und Athleten)
• 2019 Special Olympics, World Summer Games, Abu Dhabi (42 Athletinnen und Athleten)

### Teilnahme an den Special Olympics World Summer Games 2023 in Berlin
Special Olympics Slowakei nahm an den Special Olympics World Summer Games 2023 teil. Die Delegation wurde vor den Spielen im Rahmen des Host Town Program von Hameln betreut. Sie bestand aus 77 Personen. Das Team gewann bei diesen Weltspielen 11 Gold-, 15 Silber- und 13 Bronzemedaillen.

### Teilnahme an Weltspielen nach 2023
- 2025 Special Olympics World Winter Games, Turin, Italien (25 Athletinnen und Athleten)[5]